# Zeyr de Souza Porto
Advogado, Professor, Político, Fiscal de Rendas do Estado do Rio de Janeiro, nasceu em 25 de Janeiro de 1929 em Monjolos, 3º Distrito de Município de São Gonçalo, RJ, filho de José de Souza Porto e Anayr Silveira Porto.  Sendo filho de agricultores, trabalhou com os pais no plantio e comercialização de laranja e abacaxi durante sua adolescência, ao mesmo tempo em que estudava para obtenção de gradução de nível superior. 
Conheceu sua esposa Marlene Rachid Porto em 1947, sem no entanto iniciarem o namoro, que aconteceu em 1953 e logo em seguida o noivado em Fevereiro de 1954, com a compra de um par de alianças do grande amigo, famoso e histórico comerciante gonçalense de Monjolos, Sr. Manduca.  
Casou-se com Marlene em 8 de dezembro de 1955 na Igreja Matriz de São Gonçalo, e tiveram 3 filhos, Marcos Rachid Porto, José de Souza Porto Neto e Márcia Rachid Porto, e cinco netos, Diogo Morgado Porto e Carolyna Morgado Porto, filhos de Marcos, Bernardo Sad Porto, filho de José, e Vitor Eduardo Porto Lontra e João Pedro Porto Lontra, filhos de Márcia. Com o tempo, mais um filho do coração, uniu-se à família, Marcos da Silva Canto, o Marquinho.

## Formação
Teve seu Curso Primário (da 1ª à 4ª Série do Primeiro Grau) da seguina forma: Escola Municipal do Barracão, depois Escola Estadual Nilo Peçanha, Zé Garoto, e depois na Escola Isolada Nº 2.   Cursou o Ginásio no Colégio Brasil de Niterói e  fez o segundo grau no Liceu Nilo Peçanha e no Colégio Plínio Leite em Niterói.  Graduou-se em Direito em 1953 pela Faculdade de Direito de Niterói, hoje Universidade Federal Fluminense, UFF.  Além da graduação, e também pela UFF, certificou-se em Educação Moral e Cívica, tendo sido convidado para ministrar cursos.
Cultura
Pertenceu à Academia Gonçalense de Letras, Artes e Ciências, AGLAC, ocupando a cadeira Nº 23, cujo patrono, Machado de Assis, possuia profundo conhecimento. Foi Presidente da AGLAC de 1990 à 1992 e de 1994 à 1996.   Foi membro honorário do Instituto Histórico e Geográfico de São Gonçalo e do MEMOR, Instituto Gonçalense de Memória e Promoções Culturais.  Foi o idealizador da construção do Centro Cultural Joaquim Lavoura, erguido no Governo do Prefeito Hairson Monteiro.

## Religião
Como cristão, foi coroinha aos 10 anos de idade do Padre Arthur em Monjolos e já na idade adulta trabalhou em diversos eventos da Igreja Católica como Cursilhos e Encontros de Casais com Cristo, atuando em sua maioria pelas Paróquias de São José e do Patronato em São Gonçalo. 

## Breve Resumo da Vida Pública
No exercício da vida pública foi Vereador em São Gonçalo de 1951 a 1954 e de 1955 a 1958.  Foi Inspetor Geral de Trânsito Público (hoje, diretor do Detran-RJ), no Governo Miguel Couto, em 1955.  
Foi Deputado Estadual em 4 legislaturas, de 1959 a 1963, de 1963 a 1967, de 1967 a 1971 e de 1983 a 1987. Na ALERJ foi Vice-Lider da Bancada do PDS e Membro efetivo da Comissão de Orçamento e Finanças, da Comissão de Constituição, Interior e Justiça, e da Comissão de Tecnologia e Pesquisa Social. 
Foi convidado por Joaquim de Almeida Lavoura a participar do seu Grupo Político com Osmar Leitão Rosa e Hairson Monteiro, tornando-se seu Vice-Prefeito em São Gonçalo de 1973 a 1975. Com a morte do Prefeito Lavoura, assumiu a Prefeitura de São Gonçalo de novembro de 1975 a janeiro de 1977.   
Como executivo à frente da Prefeitura governou por 17 meses e realizou centenas de obras, onde destacam-se : Conclusão e Inauguração do Colégio Municipal Ernani Farias em Neves, Construção e inauguração das escolas Tribobo City, Amendoeiras, Jardim Catarina e Itauna; Recuperação do Hospital Luiz Palmier com aumento de 56 leitos na Maternidade e construção de unidade de Isolamento para doenças infecto-contagiosas; Iluminação Pública à vapor de mercúrio em mais de 400 ruas no município; asfaltamento de centenas de ruas como as vias Aloísio Neiva, Travessa Talita, Rodrigues da Fonseca, Francisco Luiz, Leopoldo Froes, Estrada Vista Alegre, 5,6 km em Largo da Ideia, Travessa Alberto Torres entre outras.
Também como Prefeito de São Gonçalo, assinou um convênio com o CPDERJ (atual Proderj) para processamento de impostos, e com o INPS (atual INSS) e Pronto Socorro para melhoria do Sistema de Saúde do Município. Nessa linha, assinou convênio com a Legião Brasileira de Assistência, LBA, e apoiou a APAE de São Gonçalo com a liberação de recursos para execução de suas atividades.